# Down (песня Джея Шона)
«Down» — четвёртый сингл британского исполнителя Джея Шона при участии американского рэпера Лила Уэйна из его третьего студийного альбома All or Nothing (2009).
Трек был выпущен на радио США 31 мая 2009 года и в цифровых магазинах 30 июня 2009 года. «Down» занял первое место в чарте Billboard Hot 100 в выпуске от 17 октября 2009 года, потеснив «I Gotta Feeling» The Black Eyed Peas после их 14-недельного пребывания на первом месте. Это сделало Джея Шона первым британским исполнителем, получившим сингл номер один в Billboard Hot 100 со времён «Viva la Vida» группы Coldplay в 2008 году, и четвёртым британским исполнителем в целом за десятилетие 2000-х.. Эта песня также сделала его «первым британским городским актёром, когда-либо возглавлявшим Hot 100 Billboard», и первый британский исполнитель, занявший первое место в США, а не в Великобритании с песней со времён «Kiss from a Rose» от Seal в 1995 году. Это также был самый продаваемый сингл британского и европейского исполнителя-мужчины в Северной Америке со времён «Candle in the Wind» Элтона Джона в 1997 году, и первый сингл британо-азиатского исполнителя со времён Фредди Меркьюри в 1980 году.

## История создания

### До выхода песни
15 октября 2008 года на церемонии MOBO Awards Джей Шон объявил, что подписал контракт с американским лейблом хип-хоп звукозаписи Cash Money Records. Он объяснил: «Для меня всегда было мечтой подписать контракт с американским лейблом. И это здорово, что тебя принимают лучшие в игре».
Ходили слухи, что его первым синглом в США станет ремикс на сингл «Tonight» с участием Лила Уэйна. На самом деле был создан не ремикс, а песня «Down», запись которой первоначально началась в декабре 2008 года. Джей Шон и Лил Уэйн написали песню в соавторстве с Джаредом Коттером, Джонатаном Перкинсом, Джей-Реми и Бобби Басом. Он также был спродюсирован Джей-Реми и Бобби Басом. Изначально трек был записан для My Own Way: Deluxe Edition без Лила Уэйна, вместе с «War». Генеральному директору Cash Money Рональду «Слиму» Уильямсу трек понравился. Он сыграл его Уэйну и хотел, чтобы Уэйн был на треке; Уэйну понравилось, и он добавил новый куплет на трек.
Шон рассказал MTV News, что записал эту песню за 90 минут, после чего ему позвонил Рональд «Слим» Уильямс. Он вспоминал: "Слим позвонил мне и сказал: «Эй, чувак, во втором куплете что-то не так, это просто неправильно звучит». Я такой: «Правда? Что?» Он включил песню. Внезапно я услышал автонастройку Уэйна, и я такой: «Хорошо. Что происходит? Правильно! Это Лил Уэйн в моей песне прямо сейчас!» Тот день был блестящим ".
"Были новости, все было удручающе, и мы сказали: «Посмотрите на этого человека — все так запущено. Почему бы нам не написать песню, которая отвлечёт всех от депрессии?» — объясняет Шон о том, как появился трек во время ночной сессии записи в студии Hit Factory в Майами. По словам Шона, «Уэйн услышал это, влюбился и написал на это куплет», что привело к быстрому летнему альбому, приправленному песенными дудками Уэйна.

### После выхода песни
В 2009 году BBC сообщила, что Джей Шон стал «Самым успешным британским урбанистом мужского пола в истории чартов США». "Я хочу сделать всё возможное, чтобы представлять Великобританию в Америке и дать людям действительно понять, что не имеет значения, родом ли мы из маленького местечка под названием Хаунслоу. Пока вы усердно работаете и стремитесь делать всё, что в ваших силах, и создавать хорошую музыку, и, конечно, при некоторой удаче, это возможно ", — сказал Джей BBC. Успех «Down» также привёл к тому, что Шон считается самым успешным европейским урбанистом в Северной Америке.
Когда трек возглавил Billboard Hot 100, Джей Шон был на сцене с Лилом Уэйном в первый вечер лондонского концертного тура американского рэпера. Перед возвращением в США Джея Шона спросили: «каково это — иметь лучшую песню недели?», и он ответил: "Это безумие. Это просто невероятно — занять первое место с моим первым релизом в Америке. Мне трудно выразить это словами. У меня голова идет кругом. Последние семь лет я усердно трудился, выпуская пластинки независимо, и теперь на этой неделе у меня самый большой альбом в США. Это просто мечта, ставшая явью ". Во второй раз, когда песня стала хитом номер один, он выступал на «Концерте Джастина Тимберлейка и друзей в пользу детских больниц Shriners» 17 октября 2009 года с Джастином Тимберлейком.

## Клип
Клип на песню «Down» был снят вместе с клипом на песню «Written on Her». Клип «Down» был впервые снят в Лондоне 24 апреля 2009 года с участием Cash Money crew без Лила Уэйна. Видео снималось в течение двух дней. Особняк в Бакингемшире — это Хедзор-хаус, огромный частный особняк с парком, где Марк Ронсон отмечал свой 33-й день рождения и где снимались сцены для художественного фильма «Золотой компас». Работа над клипом была завершена в Майами, а Джей Шон отправился в США, чтобы закончить работу над клипом с Лилом Уэйном 20 мая 2009 года. В ролике фигурирует американка испаноязычного происхождения модель Коррина Рико в роли ведущей леди, танцоры, ярко-синие огни и бутылки. Видео было спродюсировано Шервином Бекфордом и срежиссировано Ричардом Пенгелли для Jayded Entertainment / Guerilla Hype / Hey Buddy и отредактировано Джейми Маком и Адамом Вудом. Во время перерыва на рэп Лил Уэйн был замечен в красной футболке со словом «COMMUNIST», написанным белыми заглавными буквами. Прелюдию его предыдущего сингла «Ride It» можно услышать в музыкальном видео в качестве вступления к этой песне.
23 июля 2009 года состоялась премьера клипа на странице Джея Шона в YouTube; это было музыкальное видео номер один по количеству просмотров на YouTube за первые две недели и набрало более 5 миллионов просмотров по состоянию на 24 декабря 2009 года. В течение недели с 10 августа 2009 года музыкальное видео было представлено в качестве бесплатного музыкального видео недели в iTunes. Видео было добавлено в ротацию MTV 5 августа 2009 года, включая MTV Hits и MTV U.S.A. Видео также было добавлено на канал Universal Music Group, где по состоянию на 23 ноября 2009 года видео набрало более 20 миллионов просмотров. Видео было добавлено на канал Island Records, где его британские поклонники могут посмотреть видео, набравшее около 5 миллионов просмотров по состоянию на 20 декабря 2009 года. Видео также было добавлено на канал Джея Шона Vevo, где по состоянию на ноябрь 2021 года оно набрало более 300 миллионов просмотров. Chipmunk и Тайни Темпа играют в видео эпизодические роли.

## Структура

### Оценки и мнения
Песня получила в целом положительные отзывы. Джинджер Клементс из Billboard дала песне положительный отзыв, заявив, что «мелодичный вокал Джея Шона […] резонирует с впечатляющей тональной чистотой». Billboard оценили песню на 91 из 100 баллов. Алекс Макгрегор из UK Mix дал песне 4 звезды из 5, заявив, что она «на самом деле является достойным подношением всемирно известного R&B-поп, которое напоминает слушателю о некоторых лучших моментах из бэк-каталога Ашера».

### Использование в поп-культуре
Песня была в эпизоде «Канон» Melrose Place. "Weird Al" Yankovic записал кавер на песню «Down» в составе «Polka Face», попурри из польки со своего альбома 2011 года Alpocalypse.
«Down» использовался и освещался в многочисленных видеороликах пользователей на YouTube, в том числе в видеоролике о раке молочной железы, подготовленном Медицинским центром Провиденс Сент-Винсент. Кавер-версия песни также была исполнена во втором эпизоде The Sing-Off акапелла-группы Nota. После того, как Nota выиграли конкурс во время финала, появился сам Шон, исполнив «Down» с группой в финале шоу. DJ Bikram Keith и DJ Vix записали «Desi Remix» на песню «Down». На церемонии вручения премии Грэмми 2010, где был Джей Шон, Тейлор Свифт заявила, что «Down» была её любимой песней 2009 года.
В начале декабря 2009 года песня заняла 20-ю строчку в Billboard Hot 100 в списке синглов 2009 года на конец года. В результате сингл также был включен в мэшап DJ Earworm всех 25 лучших хитов года Billboard. Песня также заняла 14-ю строчку в «Поп-песнях на конец 2009 года» в «Billboard». Позже в том же месяце она заняла 4-ю строчку в списке «100 лучших песен 2009 года» Z100. Он также появился в списке 40 лучших музыкальных клипов 2009 года по версии VH1 под номером 20. Продав более трёх миллионов цифровых копий только в США, «Down» является седьмым самым продаваемым синглом 2009 года, за год, отмеченный самыми высокими рекордными продажами за всё время.
Песня была превращена в воспроизводимый трек в игре Kinect «Dance Central» для Xbox 360, которая была выпущена 4 ноября 2010 года.

## Живые выступления
После того, как 21 мая 2009 года трек просочился в Интернет, Джей Шон впервые исполнил версию трека без рэпа вживую в Чикаго. Он также исполнил этот трек на параде в день благодарения в Macy's, в Торонто, на концерте Jimmy Kimmel Live!, на Madison Square Garden, наряду с «Do You Remember», на The Wendy Williams Show, на BBC 1Xtra Live 2009, акустическую версию для Billboard и Yahoo! Music и «Candle Light Remix» для BBC Radio 1. 21 декабря 2009 года он исполнил песню на The Sing-Off с группой Nota.

## Список ремиксов
iTunes digital download
1. «Down» (featuring Lil Wayne) — 3:32

Promo US CD
1. «Down» (Clean featuring Lil Wayne) — 3:32
2. «Down» (Clean Without Rap) — 3:17
3. «Down» (Instrumental) — 3:32
4. «Down» (Bobbybass Dance Remix) — 4:00

UK single CD
1. «Down» (featuring Lil Wayne) — 3:32
2. «Down» (Jason Nevins Edit) — 3:39
3. «Down» (Roll Deep Mix) — 4:05
4. «Down» (K-Warren Remix) — 5:45
5. «Down» (Chasing Pluto Remix) — 3:47

## Чарты

### Чарты недели
| Чарт (2009—2011)                           | Позиция |
| ------------------------------------------ | ------- |
| Австралия (ARIA)                           | 2       |
| Австралия (ARIA Urban)                     | 1       |
| Австрия (Ö3 Austria Top 40)                | 8       |
| Бельгия/Фландрия (Ultratop 50)             | 32      |
| Бельгия/Валлония (Ultratip Bubbling Under) | 2       |
| Канада (Billboard Canadian Hot 100)        | 3       |
| СНГ (TopHit Airplay)                       | 35      |
| Чехия (Rádio — Top 100)                    | 20      |
| Дания (Tracklisten)                        | 7       |
| Европа (European Hot 100 Singles)          | 9       |
| Франция (SNEP)                             | 17      |
| Германия (GfK)                             | 9       |
| Венгрия (Rádiós Top 40)                    | 33      |
| Ирландия (IRMA)                            | 10      |
| Италия (FIMI)                              | 30      |
| Япония (Billboard Japan Hot 100)           | 79      |
| Нидерланды (Dutch Top 40)                  | 17      |
| Нидерланды (Single Top 100)                | 31      |
| Новая Зеландия (Recorded Music NZ)         | 2       |
| Норвегия (VG-lista)                        | 5       |
| Словакия (Rádio — Top 100)                 | 1       |
| Швеция (Sverigetopplistan)                 | 25      |
| Швейцария (Schweizer Hitparade)            | 8       |
| Великобритания (OCC UK Hip Hop/R&B)        | 1       |
| Великобритания (OCC UK Singles)            | 3       |
| США (Billboard Hot 100)                    | 1       |
| США (Billboard Pop Airplay)                | 1       |
| США (Billboard Rhythmic)                   | 1       |

### Чарты на конец года
| Чарт (2009)                          | Позиция |
| ------------------------------------ | ------- |
| Австралия (ARIA)                     | 34      |
| Канада (Canadian Hot 100)            | 40      |
| Венгрия (Rádiós Top 40)              | 153     |
| Новая Зеландия (Recorded Music NZ)   | 12      |
| UK Singles (Official Charts Company) | 64      |
| US Billboard Hot 100                 | 20      |
| US Mainstream Top 40 (Billboard)     | 14      |
| US Rhythmic (Billboard)              | 12      |

| Чарт (2010)                      | Позиция |
| -------------------------------- | ------- |
| Австралия (ARIA)                 | 66      |
| Франция (SNEP)                   | 81      |
| Нидерланды (Dutch Top 40)        | 100     |
| US Billboard Hot 100             | 41      |
| US Mainstream Top 40 (Billboard) | 46      |

| Чарт (2011)                       | Позиция |
| --------------------------------- | ------- |
| Германия (Official German Charts) | 97      |

### Чарты всех времён
| Чарт (1992—2017)          | Позиция |
| ------------------------- | ------- |
| США Pop Songs (Billboard) | 28      |

| Чарт (1958—2018)      | Позиция |
| --------------------- | ------- |
| США Billboard Hot 100 | 128     |

## Сертификаты и копии продаж
| Регион | Сертификация  | Продажи   |
| --- | ------------- | --------- |
| Австралия (ARIA) | 2× Платиновый | 140 000^  |
| Дания (IFPI Danmark) | Платиновый    | 90 000    |
| Германия (BVMI) | Золотой       | 150 000   |
| Новая Зеландия (RMNZ) | Платиновый    | 15 000*   |
| Швеция (GLF) | Платиновый    | 20 000    |
| Великобритания (BPI) | Платиновый    | 600 000   |
| США (RIAA) | 6× Платиновый | 6 000 000 |
| * Данные о продажах приведены только на основе сертификации. · ^ Данные о тиражах приведены только на основе сертификации. · Данные о продажах + прослушиваниях приведены только на основе сертификации. |               |           |

## История выхода
| Регион         | Дата             | Формат              | Лейбл              |
| -------------- | ---------------- | ------------------- | ------------------ |
| США            | 31 мая 2009      | Digital download    | Cash Money         |
| Канада         | 31 мая 2009      | Digital download    | Cash Money         |
| Норвегия       | 18 августа 2009  | Airplay             | Universal Republic |
| Бельгия        | 24 августа 2009  | Digital download    | Universal Republic |
| Франция        | 24 августа 2009  | Digital download    | Universal Republic |
| Швеция         | 24 августа 2009  | Digital download    | Universal Republic |
| Новая Зеландия | 24 августа 2009  | Digital download    | Universal Republic |
| Великобритания | 10 сентября 2009 | Airplay             | Jayded 2Point9     |
| Швейцария      | 23 сентября 2009 | Digital download    | Universal Republic |
| Норвегия       | 13 октября 2009  | Digital download    | Universal Republic |
| Великобритания | 25 октября 2009  | CD digital download | Jayded 2Point9     |
| Весь мир       | 31 октября 2009  | Digital download    | Universal Republic |

## Кавер Destine
Голландская поп-панк группа Destine выпустила кавер-версию «Down» в качестве отдельного сингла 1 октября 2010 года и для загрузки на iTunes 4 октября. Официальное музыкальное видео должно было дебютировать на EFM 8 октября, но было выпущено на официальной странице группы на YouTube тремя днями ранее, 5 октября 2010 года, хотя на следующий день оно было удалено. Их дебютный альбом Lightspeed был выпущен 3 августа 2011 года в Японии и включал «Down» в качестве бонус-трека.

### Треклист
| №  | Название                      | Длительность |
| -- | ----------------------------- | ------------ |
| 1. | «Down»                        | 3:19         |
| 2. | «Down (Instrumental Version)» | 3:19         |

## Кавер Breathe Carolina
Американская электроник-рок-группа Breathe Carolina записала кавер-версию трека для сборника Punk Goes Pop 3, который был выпущен 2 ноября 2010 года. Она была доступна для скачивания в цифровом формате 16 сентября 2010 года. Музыкальное видео, включающее видеозапись концерта группы, исполняющей песню, было выпущено 2 февраля 2011 года. Певец Дэвид Шмитт объяснил, почему группа выбрала эту песню для обложки альбома, поскольку она «понравилась группе на техническом уровне» и как она «задела за живое то, как дуэт разговаривает». Alternative Press назвали свою версию песни 41-й в списке лучших «50 панк- и поп-каверов всех времен».

### Чарты
| Чарт (2010)                             | Позиция |
| --------------------------------------- | ------- |
| США Rock Digital Song Sales (Billboard) | 31      |